# Bonifaciu al II-lea de Toscana
Bonifaciu al II-lea (d. cca. 838) a fost conte și duce de Lucca (de la 5 octombrie 823) și margraf de Toscana din jurul anului 828 până la 833.
Bonifaciu a succedat tatălui său Bonifaciu I în Lucca, în ceea ce se poate numi un exemplu timpuriu de succesiune ereditară. El și-a extins puterea asupra înregii regiuni. Pe parcursul domniei sale, episcopii de Lucca au pierdut treptat controlul asupra guvernării municipale, care a revenit conților.
Începând de prin 770, conții de Lucca primiseră sarcina de a apăra coastele Toscanei și Corsicii. În februarie 825, la Marengo, Lothar I a emis o Capitula de expeditione corsicana, în vederea apărării insulei. În 828, Bonifaciu a primit titlurile de prefectus și tutela asupra insulei Corsica de la Lothar, ca și legația papală din partea episcopului de Luni. În iulie și august 828, el a condus o mică flotă, cu misiunea de a găsi pirați sarazini. Negăsind nimic în largul mării, flota a debarcat în Sardinia, iar acolo a luat decizia de a ataca Africa. A fost atacată cu succes coasta sarazină din Tunisia, între Utica și Cartagina, după care flota a revenit în Corsica. 
În 833, Bonifaciu a luat partea împăratului Ludovic Piosul împotriva fostului său protector, Lothar I, care imediat l-a deposedat și înlocuit cu Aganus. În 834, Bonifaciu s-a alăturat episcopului Ratald de Verona și contelui Pepin I de Vermandois, pentru a o elibera pe împărăteasa Judith de Bavaria, care era închisă într-o mănăstire din Tortona. Ei au escortat-o pentru a o restitui împăratului Ludovic cel Pios, la Aachen. Perioada dintre anii 836 și 838 a fost petrecută de Bonifaciu în Germania, la curtea imperială.
În cele din urmă, Bonifaciu s-a retras în pământurile sale ereditare în sudul Franței. El a fost invitat să ia parte la procesul lui Bernard de Septimania, însă s-a stins înainte de a ajunge. Mai târziu, fiul său Adalbert I a revenit la conducerea Mărcii de Toscana.